# Ederson
Ederson Santana de Moraes (* 17. srpna 1993 Osasco), známý jako Ederson, je brazilský profesionální fotbalista, který hraje jako brankář za klub Manchester City a za národní tým Brazílie. Je považován za nejdražšího brankáře na světě podle CIES.
Svoji kariéru zahájil v Sao Paulo v roce 2008 a poté o rok později nastoupil do portugalské Benfici, kde strávil dvě sezóny. V roce 2012 přešel z Ribeirão do Primeira Ligy na stranu Rio Ave, kde se stal pravidelným startérem. V roce 2015 se vrátil zpět do Benfici a byl přidělen do rezervy před debutem pro první zápas, s nímž ve dvou sezónách vyhrál čtyři hlavní tituly.
Pro sezónu 2017–18 se Ederson připojil k anglickému klubu Manchester City za 35 milionů liber a stal se tak nejdražším brankářem všech dob v nominální hodnotě libry šterlinků v době jeho převodu. Chtěl vyhrát pohár Premier League a EFL v první sezóně, ale povedlo se mu to až ve druhé sezóně.
Ederson debutoval v Brazílii v roce 2017 poté, co byl navržený brankářem na mistrovství světa ve fotbale do 23 let. Byl vybrán v Brazílii jako brankař na mistrovství světa v roce 2018 2019 do Copa America.

## Úspěchy

### Individuální
- Tým roku Premier League podle PFA – 2018/19,[1] 2020/21[2]
- Sestava sezóny Ligy mistrů UEFA – 2020/21[3]